# System Center Virtual Machine Manager
System Center Virtual Machine Manager (SCVMM) tvoří jednu část z mnoha Microsoft System Center (všechny Windows Server aplikace) pro spravování virtuálních serverů. SCVMM je navržen pro správu velkého počtu virtuálních serverů založených na Microsoft Virtual Server a Hyper-V a byl vydán pro zákazníky, kteří si zakoupili edici Enterprise v říjnu 2007. Samostatná verze je přístupná pro menší a střední firmy.
SCVMM umožňuje zvýšenou fyzickou využitelnost serveru tím, že umožňuje jednoduchou a rychlou konzolidaci ve virtuální infrastruktuře. Vše díky Physical-to-Virtual (P2V) migraci a inteligentně rozložené zátěži založené na výkonu dat a uživatelských nastaveních. SCVMM umožňuje rychlé poskytování nových virtuálních strojů (dalších VPC apod.) skrze administrativu uživatelem využívající nástroj k tomu určený. V neposlední řadě umožňuje spravovat všechny podsystémy a virtualizovaná data centra díky vlastní konzoli.
Poslední vydaná verze byla v roce 2010 Microsoft System Center Virtual Machine Manager 2008 R2.
Betaverze System Center Virtual Machine Manager 2012 je dostupná pro vyzkoušení a využití.